# Рив, Ловелл Огастес
Ловелл Огастус Рив (Lovell Augustus Reeve; 1814–1865) — английский конхиолог и издатель.

## Биография
В 1833 году Ловелл Рив впервые принимал участие в работе Британской ассоциации естественной истории в Кембридже. Свою первую работу он опубликовал в 1835 году.
Ловелл Рив увлекался фотографией, был редактором и владельцем литературной газеты, занимался издательским делом. Он был членом Лондонского Линневского (1846) и Геологического обществ (1853) и других престижных организаций.
Он издал множество прекрасно иллюстрированных работ по естественной истории, но его «Conchologia iconica, or, Illustrations of the shells of molluscous animals» (1843) состоящая из 20 томов и включавшая 27 000 иллюстраций, по мнению многих исследователей, помогли Ловеллу Риву стать главной фигурой в английской малакологии XIX века.